# Johan Christian Djurhuus
Johan Christian "Faktorin" Djurhuus (født 10. april 1834 i Tórshavn, død 17. juni 1918 i Klaksvík) var en færøsk købmand og politiker. Han tog handelsuddannelse i Danmark, og var senere købmand i Klaksvík. Djurhuus var kommunalbestyremedlem i Klaksvíkar kommuna i flere år, og indvalgt i Lagtinget fra Norðoyar 1885–1897.
Han var bror til Andreas Djurhuus og Hans Olaus Djurhuus.